# Rana Dasgupta
Rana Dasgupta (Canterbury, 5 novembre 1971) è uno scrittore britannico d'origine indiana.

## Biografia
Nato nel 1971 a Canterbury e cresciuto a Cambridge, ha studiato letteratura francese al Balliol College di Oxford, pianoforte al Conservatorio Darius Milhaud di Aix-en-Provence e arti visive all'Università del Wisconsin-Madison grazie al Programma Fulbright.
Trasferitosi nel 2000 a Nuova Delhi per dedicarsi alla scrittura, ha esordito nella narrativa nel 2005 con il romanzo Tokyo Cancelled, una serie di storie ambientate in un aeroporto che si rifanno alla tradizione di Giovanni Boccaccio e Geoffrey Chaucer.
Autore anche di saggi come il pluripremiato Delhi, con il secondo romanzo, Solo, ha vinto nel 2010 il prestigioso Commonwealth Writers' Prize ed è stato designato nel 2018 quale direttore del Premio JCB destinato agli scrittori indiani residenti nel Regno Unito.

## Opere

### Romanzi
- Tokyo Cancelled (2005), Milano, Feltrinelli, 2006 traduzione di Silvia Rota Sperti ISBN 88-07-70181-2.
- Solo (2009), Milano, Feltrinelli, 2011 traduzione di Silvia Rota Sperti ISBN 978-88-07-01832-9.

### Saggi
- Maximum Cities (2006)
- Capital Gains (2009)
- Delhi (Capital: The Eruption of Delhi, 2014), Milano, Feltrinelli, 2015 traduzione di Silvia Rota Sperti ISBN 978-88-07-49190-0.

## Premi e riconoscimenti
- Commonwealth Writers' Prize: 2010 per Solo
- Ryszard Kapuściński Award for literary reportage: 2017 per Delhi
- Prix Émile Guimet de littérature asiatique: 2017 per Delhi
- Premi Letterari Windham-Campbell: 2025 nella sezione "Saggistica"[6]